# Hikari Ishida
Hikari Ishida (石田ひかり, Ishida Hikari) (Tokio, 25 mei 1972) is een Japanse actrice.

## Biografie
Ishida startte haar carrière als actrice in de televisieserie Hana no Asuka-Gumi!. Ze bracht als zangeres eind jaren 80 zes albums en een aantal singles uit en had een kleine hit met het nummer "Emerald no Suna". Ishida stond ook model voor tal van commercials voor haarproducten.
Ze speelde hoofdrollen in onder meer Futari (1991), Beru epokku (1998) en de romantische komediefilm Fascination Amour uit 1999 met Andy Lau.
Ishida is de jongere zus van actrice Yuriko Ishida.

## Filmografie

### Films
- 1970 Bokutachi no Seishun (1991, televisiefilm)
- Futari (1991)
- Kamitsukitai / Dorakiyura Yori Ai-0 (1991)
- Aitsu (1991)
- AD Boogie (1991)
- Haruka, Nosutarujii (1993)
- Beru Epokku (1998)
- Fascination Amour (1999)
- Adrenaline Drive (1999)
- Ano Natsu no Hi (1999)
- Kôrei (2000) (TV)
- Kankoku no Obaachan wa Erai (2002)
- Tenkôsei: Sayonara Anata (2007)
- Rin (2018)
- Renoir (2025)

### Televisieseries
- Hana no Asuka-Gumi! (1988)
- Mama Haha Bugi (1989, miniserie)
- Asunaro Hakusho (1993)
- Kagayaku Toki no Nakade (1995)
- Tokugawa Yoshinobu (1998)
- Smap x Smap (1998, een aflevering)
- Suiyobi no Joji (2001)
- Karuta Kuîn (2003)
- Haken no Hinkaku (2007, miniserie)
- Toppu Sêrusu (2008)
- Dan Dan だ ん だ ん (2009)
- Beginners! (2012)
- Yaneura no koibito (2017, miniserie)
- Kansatsui Asagao (2019)

## Discografie
- "Emerald no Suna" (1987, single)
- Legend (1987)
- Monument (1988)
- White Virgin (1988)
- True (1988)
- Lamination (1989)
- Rendezvous (1989)